# Benjamin Abram Bernstein
Benjamin Abram Bernstein (Pasvalys, Lituânia, 20 de maio de 1881 – Berkeley, Califórnia, 25 de setembro de 1964) foi um matemático estadunidense, especialista em lógica matemática.

## Biografia
Ainda criança Bernstein imigrou com sua família para os Estados Unidos. Após completar o ensino primário público em 1897 em Baltimore, completou a educação secundária em 1902 no Baltimore City College, obtendo em 1905 o grau de A.B. na Universidade Johns Hopkins. Após completar dois anos de estudos de pós-graduação na Universidade Johns Hopkins, tornou-se em 1907 um instrutor e continuou estudante de pós-graduação na Universidade da Califórnia em Berkeley, onde obteve em 1913 um Ph.D., orientado por Mellen Woodman Haskell. Em Berkeley tornou-se professor assistente em 1918, professor associado em 1923 e professor pleno em 1928, aposentando-se em 1951.
Quando o Professor Bernstein começou seus estudos de matemática, o assunto da álgebra da lógica, ou lógica matemática, estava começando a receber intensivos estudos universitários, principalmente dos filósofos. Juntamente com Edward Vermilye Huntington de Harvard, o Professor Bernstein foi um pioneiro desta área do ponto de vista matemático. ... Durante este período inicial da história da lógica matemática, um evento notável para o assunto foi a publicação de Principia Mathematica, por Alfred North Whitehead e Bertrand Russell. O Professor Bernstein foi um intensivo e crítico estudante deste Principia e o discutiu em diversos artigos.
Foi um palestrante convidado do Congresso Internacional de Matemáticos em Toronto (1924). Dentre seus alunos de doutorado constam Robert Levit e John Charles Chenoweth McKinsey.
Professor Bernstein casou em junho de 1920 em Nova Iorque com Rose Davidson; seu irmão foi o escultor Jo Davidson.

## Publicações selecionadas
- com A. O. Leuschner: «Note on the graphical solutions of the fundamental equations in the short methods of determining orbits». Bull. Amer. Math. Soc. 18: 294–298. 1912. MR 1559207. doi:10.1090/s0002-9904-1912-02211-5
- «A simplification of the Whitehead-Huntington set of postulates for boolean algebras». Bull. Amer. Math. Soc. 22: 458–459. 1916. MR 1559829. doi:10.1090/s0002-9904-1916-02831-x
- «A set of four independent postulates for Boolean algebras». Trans. Amer. Math. Soc. 17: 50–52. 1916. MR 1501029. doi:10.1090/s0002-9947-1916-1501029-5
- «The complete existential theory of Hurwitz's postulates for abelian groups and fields». Bull. Amer. Math. Soc. 28: 397–399. 1922. MR 1560594. doi:10.1090/s0002-9904-1922-03600-2
- «Operations with respect to which the elements of a Boolean algebra form a group». Trans. Amer. Math. Soc. 26: 171–175. 1924. MR 1501271. doi:10.1090/s0002-9947-1924-1501271-8
  - Errata for 1924 Trans. Amer. Math. Soc. vol. 26, pages 171–175: published Trans. Amer. Math. Soc. 27 (1925) 600. MR1500497
- «Representation of three-element algebras». American Journal of Mathematics. 46 (2): 110–116. 1924. doi:10.2307/2370826
- «Sets of postulates for the logic of propositions». Trans. Amer. Math. Soc. 28: 472–478. 1926. MR 1501359. doi:10.1090/s0002-9947-1926-1501359-3
- «On the existence of fields in Boolean algebras». Trans. Amer. Math. Soc. 28: 654–657. 1926. MR 1501369. doi:10.1090/s0002-9947-1926-1501369-6
- «Whitehead and Russell's theory of deduction as a mathematical science». Bull. Amer. Math. Soc. 37: 480–488. 1931. MR 1562173. doi:10.1090/s0002-9904-1931-05191-0
- «Application of Boolean algebra to proving consistency and independence of postulates». Bull. Amer. Math. Soc. 37: 715–719. 1931. MR 1562241. doi:10.1090/s0002-9904-1931-05242-3
- com Nemo Debely: «A practical method for the modular representation of finite operations and relations». Bull. Amer. Math. Soc. 38: 110–114. 1932. MR 1562337. doi:10.1090/s0002-9904-1932-05338-1
- «On proposition *4.78 of Principia Mathematica». Bull. Amer. Math. Soc. 38: 388–391. 1932. MR 1562404. doi:10.1090/s0002-9904-1932-05400-3
- «Relation of Whitehead and Russell's theory of deduction to the Boolean logic of propositions». Bull. Amer. Math. Soc. 38: 589–593. 1932. MR 1562463. doi:10.1090/s0002-9904-1932-05464-7
- «On unit-zero Boolean representations of operations and relations». Bull. Amer. Math. Soc. 38: 707–712. 1932. MR 1562493. doi:10.1090/s0002-9904-1932-05507-0
- «Remarks on Propositions *1.1 and *3.35 of Principia Mathematica». Bull. Amer. Math. Soc. 39: 111–114. 1933. MR 1562562. doi:10.1090/s0002-9904-1933-05576-3
- «Simplification of the set of four postulates for Boolean algebras in terms of rejection». Bull. Amer. Math. Soc. 39: 783–787. 1933. MR 1562729. doi:10.1090/s0002-9904-1933-05738-5
- «On Section A of Principia Mathematica». Bull. Amer. Math. Soc. 39: 788–792. 1933. MR 1562730. doi:10.1090/s0002-9904-1933-05740-3
- «A set of four postulates for Boolean algebra in terms of the "implicative" operation». Trans. Amer. Math. Soc. 36: 876–884. 1934. MR 1501773. doi:10.1090/s0002-9947-1934-1501773-0
- «Postulates for Boolean algebra involving the operation of complete disjunction». Annals of Mathematics: 317–325. 1936. doi:10.2307/1968444
- «Remarks on Nicod's reduction of Principia Mathematica». Journal of Symbolic Logic. 2 (4): 165–166. Dezembro de 1937. doi:10.2307/2268282
- «Postulates for abelian groups and fields in terms of non-associative operations». Trans. Amer. Math. Soc. 43: 1–6. 1938. MR 1501932. doi:10.1090/s0002-9947-1938-1501932-0
- com Alfred Foster: «Symmetric Approach to Commutative Rings with Duality Theorem: Boolean Duality as Special Case». Duke Mathematical Journal. 11: 603–616. Setembro de 1944. doi:10.1215/s0012-7094-44-01153-1
- «Postulate-sets for Boolean rings». Trans. Amer. Math. Soc. 55: 393–400. 1944. MR 0009944. doi:10.1090/s0002-9947-1944-0009944-6
- «Weak definitions of a field». Duke Mathematical Journal. 14: 475–482. 1947. doi:10.1215/s0012-7094-47-01439-7